# 美國地理學協會
美國地理學協會（英語：American Geographical Society，縮寫：AGS）是美國的一個從事地理學相關職業人士參加的組織。於1851年創建於紐約市。協會的大多數會員都是美國人，但也有相當數量的外國人會員。協會的目標是提高地理學知識研究水準，並且通過普及和運用地理學知識，讓非地理學者，特別是政策決定者能夠理解並應用地理学知識。美國地理學協會是美國歷史最長的全國規模的地理學團體。在其一個半世紀的歷史中，美國地理學協會特別關注北極、南極、拉美三個地區。美國地理學協會的顯著特徵之一是學會對探險活動進行支援的前提是該探險必須取得明確的科學業績。
美國地理學協會的創建者是慈善活動家、歷史學家、出版事業者、編輯者等31位紐約市民。其正式的創建日期是1854年12月7日，在這一天美國地理學協會的憲章得到了紐約州的承認。協會最早的名稱是「美國地理學統計學協會（American Geographical and Statistical Society）」，這一名稱可能是由來於協會的創建大會是在紐約大學的「地理學統計學圖書館」舉行。1871年，協會修改了憲章，除去了名稱中的「統計學（and Statistical）」，正式改為「美國地理學協會」。

## 外部連結
- 官方網站